# Leony
Leonie Burger (Cham, 25 juni 1997), beter bekend onder haar artiestennaam Leony, is een Duits singer-songwriter. Ze is onder andere bekend van het nummer Fire, een samenwerking met Meduza en OneRepublic, dat als het officiële anthem dient voor het EK 2024 in Duitsland.

## Biografie
Leonie Burger verkreeg bekendheid toen ze meedeed aan het RTL programma Rising Star als onderdeel van de groep Unknown Passenger. In de finale van de show kreeg de band 92,77% van de stemmen voor hun versie van het nummer Stay van Rihanna. Na afloop van de show had de band een paar kleine optredens totdat de groep uit elkaar ging. Vanaf dat moment ging Leonie solo optreden onder de artiestennaam Leony.
In 2016 tekende Leony een contract bij Sony Music in Australië. Haar eerste nummers produceerde ze in Zweden, waar Leony de single Surrender uitbracht. Het nummer was te zien in een Sylvie Meis ondergoed reclame. In 2018 bracht Leony de single Boots uit en een jaar later volgde de single More Than Friends.
Leony stapte vervolgens over naar een nieuw label met Vitali Zestovskih en Mark Becker als haar producers. Samen met het DJ duo Vize en Sam Feldt bracht ze de single Far Away from Home uit. In juli 2020 brak Leony door met een remake van het nummer Brother Louie van Modern Talking die ze samen uitbracht met Vize, Imanbek en Dieter Bohlen van Modern Talking.
In 2022 was Leony te zien als mentor van kandidate Emilia en haar nummer Outside and Inside in de show Dein Song, een talentenjacht op ZDF. Een jaar later was Leony opnieuw te zien als jurylid in het programma Deutschland sucht den Superstar.
Op 20 maart 2024 werd bekend dat Leony samen met OneRepublic en Meduza het officiële anthem voor het EK 2024 in Duitsland mocht maken. Leony verving Kim Petras die niet kon deelnemen aan het nummer door planningsproblemen. Op 10 mei 2024 werd het nummer uitgebracht.

## Discografie
- "Surrender" (2017)
- "Boots" (2018)
- "More Than Friends" (2019)
- "Paradise" (met Vize en Joker Bra) (2020
- "Faded Love" (2021)
- "No More Second Chances" (2021)
- "Remedy" (2022)
- "Stop the World" (met Steve Aoki en Marnik) (2022)
- "Crazy Love" (met Toby Romero) (2022)
- "Somewhere in Between" (2023)
- "Holding On" (2023)
- "I Can Feel" (met Niklas Dee en Vize) (2023)
- "Waking Up" (met Felix Jaehn) (2024)
- "Simple Life" (2024)
- "Fire" (Official Euro 2024 song) (met Meduza en OneRepublic) (2024)
- "By Your Side (In My Mind)" (2025)
- "Tell Me Where U Go" (samen met Tiësto en Clean Bandit) (2025)

## Privé
Leony's broer, Korbinian Burger is professioneel voetbalspeler bij FC Erzgebirge Aue. Leony is zelf woonachtig in Berlijn.